# Șatrîșce, Iampil
Șatrîșce (în ucraineană Шатрище) este localitatea de reședință a comunei Șatrîșce din raionul Iampil, regiunea Sumî, Ucraina.

## Demografie
Componența lingvistică a localității Șatrîșce
     Ucraineană (85,62%)
     Rusă (14,16%)
     Alte limbi (0,22%)
Conform recensământului din 2001, majoritatea populației localității Șatrîșce era vorbitoare de ucraineană (85,62%), existând în minoritate și vorbitori de rusă (14,16%).